# Памфілов Костянтин Дмитрович
Костянтин Дмитрович Памфілов (7 червня 1901, село Мамоново Духовщинського повіту Смоленської губернії, тепер Смоленської області, Російська Федерація — 2 травня 1943, місто Москва, Російська Федерація) — радянський і російський державний діяч, заступник голови Ради народних комісарів РРФСР, в.о. голови Ради народних комісарів РРФСР. Депутат Верховної ради РРФСР 1-го скликання.

## Біографія
Народився в родині бухгалтера. У 1915 році закінчив двокласне училище. Через смерть батька почав працювати конторником.
Член РКП(б) із 1918 року.
У 1918—1919 роках — голова волосного революційного комітету, секретар виконавчого комітету Духовщинської повітової ради, секретар волосного комітету РКП(б), секретар повітового суду Смоленської губернії.
Служив у частинах особливого призначення, учасник Громадянської війни в Росії. У березні 1921 року добровольцем брав участь у придушенні Кронштадтського повстання.
У 1923 році закінчив робітничий факультет у Смоленську. З 1924 по 1927 рік навчався в Московському державному університеті на вечірньому відділенні факультету радянського права.
З 1927 року працював у Московській міській раді. До 1937 року — керуючий Мосжитлотресту.
У 1937—1938 роках — начальник Головного управління житлового господарства Народного комісаріату комунального господарства РРФСР.
19 травня 1938 — 6 вересня 1940 року — народний комісар комунального господарства Російської РФСР.
6 вересня 1940 — 2 травня 1943 року — заступник голови Ради народних комісарів Російської РФСР.
З 26 вересня по 25 грудня 1941 року — заступник голови Ради з евакуації при РНК СРСР, начальник Управління з евакуації населення до східних районів країни.
5 травня 1942 — 2 травня 1943 року — в.о. голови Ради народних комісарів Російської РФСР.
Помер 2 травня 1943 року. Урна з його прахом похована у Кремлівській стіні Москви.

## Увічнення пам'яті
Ім'я Памфілова в 1943 році присвоєно Академії комунального господарства в Москві. Названо вулицю в Смоленську.